# Slavětín (Vysočina)
Slavětín è un comune della Repubblica Ceca facente parte del distretto di Havlíčkův Brod, nella regione di Vysočina.